# Маріупольський металургійний комбінат імені Ілліча

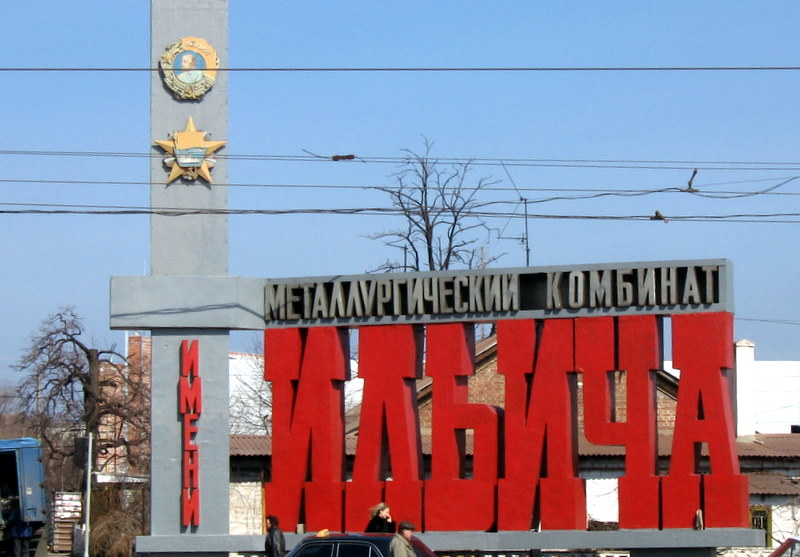
Маріупольський металургійний комбінат імені Ілліча

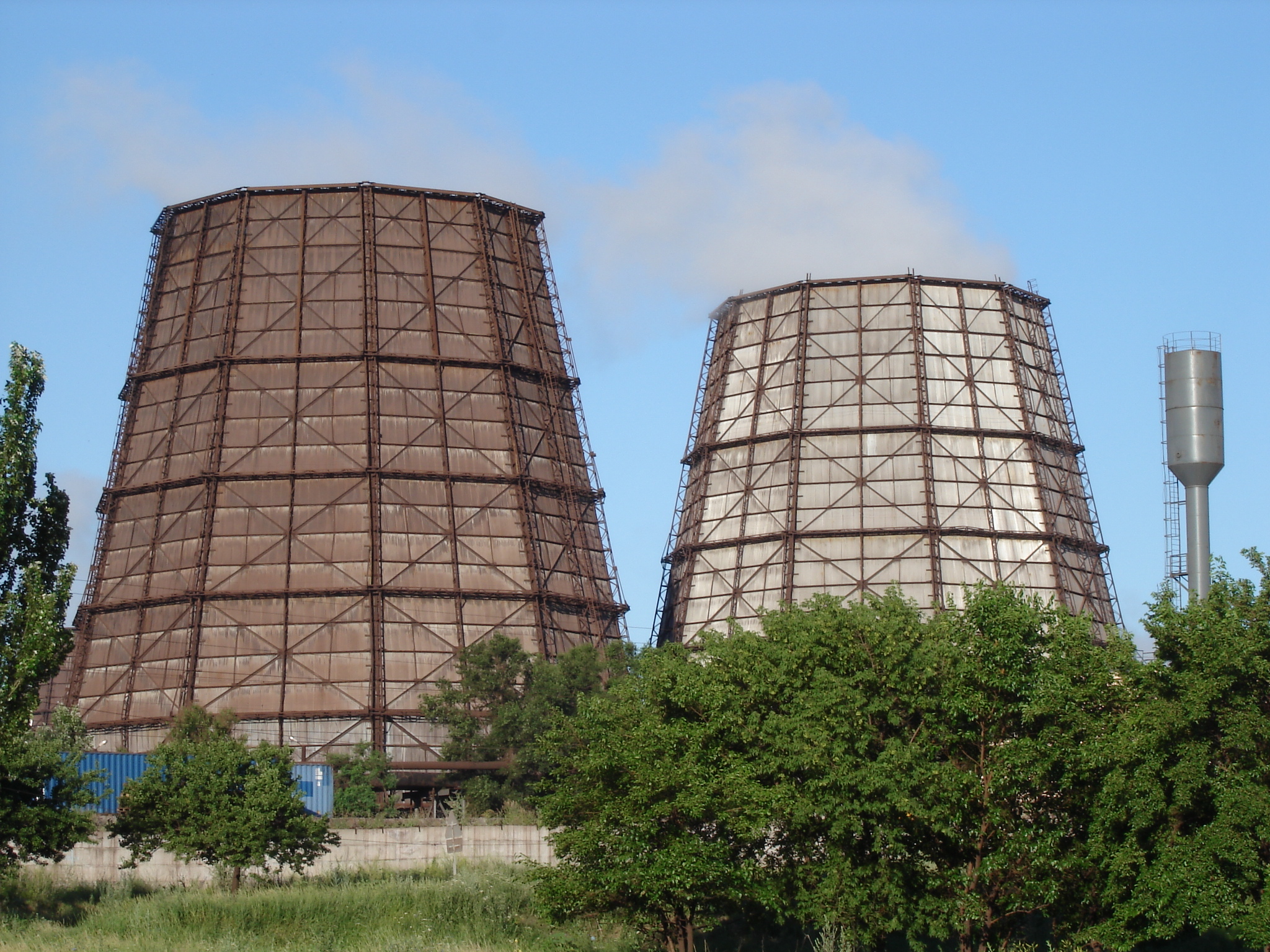
Заводські градирні (для охолодження води)

ПрАТ «Маріу́польський металургі́йний комбіна́т і́мені Ілліча́» — найбільше підприємство Приазов'я та Донецької області, одне з найбільших металургійних підприємств на теренах колишнього СРСР та один з найбільших експортерів України, розташований у місті Маріуполі. Має повний металургійний цикл, забезпечує сировиною (переважно агломератом) інші металургійні підприємства України. Комбінат експортує свою продукцію в понад 50 країн світу.
ММК ім. Ілліча — найбільший в Україні виробник оцинкованого холоднокатаного листа.

## Історія комбінату
З початку 1890-х років за ініціативою і фінансовою участю Олексія Алчевського утворюються два потужні металургійні підприємства: «Донецько–Юр'ївське металургійне товариство» (нині Алчевський металургійний комбінат), проектування й будівництво якого здійснював А. Мевіус, і спільно з бельгійцями — "Товариство «Російський Провіданс» (нині Маріупольський металургійний комбінат імені Ілліча).
Роком заснування металургійного комбінату вважається 1897-й, коли в Маріуполі був змонтований і видав першу продукцію трубний цех Нікополь-Маріупольського гірничо-металургійного товариства, згодом завод під назвою «Нікополь». У 1899 році бельгійською компанією Форж де ля Провіданс було засновано товариство Російський Провіданс, яке збудувало у Маріуполі ще один металургійний завод «Провіданс». Розміщення заводів в Маріуполі було обумовлене вигідним географічним розташуванням (близькість сировинних і паливних ресурсів, наявність морського торговельного порту, ресурси робочої сили — селян із навколишніх сіл).
1919 року, заводи було об'єднано і названо Маріупольським об'єднанням державних металургійних заводів. В 1924 році більшовиками завод названо на честь Ілліча.
Завод розширювався і до початку XX століття став найбільшим металургійним підприємством на півдні колишньої Російської імперії.
Остаточно відновлений після громадянської війни у 1927 році. Рівень виробництва 1913 року було перевершено лише в 1928 році. Завод почав розвиватися як багатопрофільне машинобудівне підприємство. Розширювалися потужності наявних виробництв, будувалися нові підрозділи: новотрубний, товстолистовий, листо-обробний, інші цехи.
1941 року підприємство перейшло на випуск оборонних видів продукції (зокрема, броні для танка Т-34, виробництво якої було освоєне на заводі перед Другою світовою війною).
Після початку війни найцінніше устаткування демонтували та відправили на заводи Уралу й Сибіру, а доменні та мартенівські печі вивели з ладу. Але вже до кінця 1944 року на заводі відновили 70 % виробничих потужностей і поновили постачання броньової сталі на фронт.
У 1954–1969 рр. на комбінаті провели реконструкцію доменних печей № 1 і № 2, збудували доменні печі № 3, 4 і 5, мартенівський цех з найбільшими у світі печами, киснево-конверторний цех, обжимний цех — слябінг 1150, цехи з безперервними широкосмуговими станами 1700 гарячої та холодної прокатки, найбільша в Європі аглофабрика, комплекс цехів допоміжного виробництва.
1983 року першу продукцію — штрипс для виробництва труб великого діаметра — дав товстолистовий цех 3000, один із найсучасніших в Європі.
Потужний поштовх розвитку, комбінат отримав в 2000-і роки. За кошти комбінату були змонтовані трубо-електрозварювальний та вапняно-обпалювальний цехи, дві машини безперервного лиття заготовок, установка комплексного доведення сталі та енергокорпус у конвертерному цеху, проведено модернізацію й реконструкцію устаткування в більшості базових цехів.
Програма модернізації комбінату на 2008—2010 роки передбачала проєктування і будівництво сталеплавильного цеху з МБЛЗ. За 2004—2008 рр. в осучаснення комбінату було вкладено більше 5 млрд грн., а у 2007 р. загальний обсяг інвестицій становив більше 1 млрд грн. Вказаний обсяг є інвестиціями лише в основне підприємство без урахування дочірніх підприємств ВАТ «ММК ім. Ілліча».

## Зміни власників
2 листопада 2000 року Верховна Рада ухвалила Закон України "Про особливості приватизації ВАТ «Маріупольський металургійний комбінат імені Ілліча», згідно з яким трудовий колектив отримав право вважатися власником підприємства. Комбінат ім. Ілліча в 2000—2010 роках був колективною власністю товариства орендарів (близько 37 000 працівників), працювало до 95 000 робітників (кінець 2005 року), загальний обсяг виробництва досягав 2,77 млрд доларів США (2004 рік), головою правління комбінату був народний депутат, Герой України Володимир Бойко.
1 липня 2010 року акціонери меткомбінату імені Ілліча на загальних зборах ухвалили рішення про входження в Метінвест Холдинг. Від комбінату ім. Ілліча увійшли всі належні йому активи, основним з яких є ВАТ «ММК ім. Ілліча». З 2012 року червоний директор Володимир Бойко звільнив своє крісло ставленику нового власника.
25 квітня 2016 року на виконання законів про декомунізацію, комбінат було «перейменовано» на честь ученого Зота Ілліча Некрасова.. Через таку махінацію комбінат отримав прізвисько «Комбінат імені не-того-Ілліча»

## Комбінат сьогодні
Продукція комбінату сертифікована міжнародними класифікаційними товариствами: Регістром Ллойда (Велика Британія, Німеччина), Американським бюро судноплавства, Морським регістром судноплавства (Росія), Німецьким сертифікаційним центром ТЦУ тощо. Виробляє гарячекатаний і холоднокатаний сталевий лист широкого сортаменту, у тому числі для суднобудування, труби (нафтопровідні, бурильні, газо- та водопровідні). Єдине підприємство України, яке виробляє оцинкований лист та автомобільні балони для скраплених газів.
Середня зарплата 2014 року — 5667 грн. (477 USD), кількість працівників — 26 682, у 2013 році 4980 грн. (623 USD) та 29 558 відповідно.
Чисельність персоналу — 15302 осіб.
Продуктивність праці — 211 т сталі на рік.

### Обсяги виробництва
В 2000-х роках комбінат щорічно виробляв 6 млн тонн чавуну, 7 млн тонн сталі, 5,3 млн тонн прокату, 13,5 млн тонн агломерату.
- аглоруда — 568 тис. тонн (2013 рік)
- агломерат — 13,213 млн. тонн (2013 рік)
- чавун — 5,062 млн. тонн (2013 рік)
- сталь — 4,269 млн. тонн (2013 рік)
- готовий прокат — 4,606 млн. тонн (2013 рік)

У 2018 році комбінат виробив:
- аглоруда — 542 тис. тонн
- агломерат — 11,127 млн тонн
- чавун — 4,510 млн тонн
- сталь — 3,242 млн тонн

### Структурні підрозділи
- Металургійні підрозділи
  - аглофабрика (найбільша в Європі)
  - доменний цех
  - конверторний цех
  - мартенівський цех
  - вапняно-обпалювальний цех
  - слябінг 1150
  - листопрокатний стан 1700
  - листопрокатний стан 3000
  - листопрокатний стан 4500
  - цех холодного прокату
  - трубо-електрозварювальний
  - трубопрокатний цех
  - балонний цех
- Хіміко-металургійна фабрика (смт. Донське Волноваського району) — виготовляє феросплави, монокристалічний кремній тощо
- Гірничо-видобувні підрозділи
  - Комсомольське рудоуправління (м. Комсомольське Донецької області)
  - Дружківське рудоуправління
- Машинобудівні підрозділи
  - «Уманьферммаш» (м. Умань Черкаської області)
- Транспортні підрозділи
  - залізничний цех
  - автомобільні цехи
  - аеропорт «Маріуполь»
- Управління громадського харчування та торгівлі (УГХТ)
  - 50 пунктів роздрібної торгівлі, кав'ярні, бари, ресторани
  - дільниця з переробки м'яса
  - дільниця з переробки молока та безалкогольних напоїв (Маріупольський молокозавод)
  - дільниця з переробки риби (Маріупольський рибоконсервний завод)
  - фабрика кондитерських виробів
  - овочева база тощо
- Аптечна мережа «Ілліч-Фарм»
- Агрокомплекс
  - понад 50 агроцехів (колишні колгоспи півдня Донецької та Запорізької областей)
  - управління агрокомплексом
- Цехи товарів народного споживання та мистецьких виробів
- Фінансово-страхові установи
  - страхова компанія «Іллічівська»
- Інформаційний центр комбінату
  - Маріупольське міське телебачення (МТВ)
  - газета «Ильичовец» (рос.)
- Будівельні організації
- Спортивні організації
  - ФК «Іллічівець»
  - Волейбольний клуб «Іллічівець»
- Культурні установи

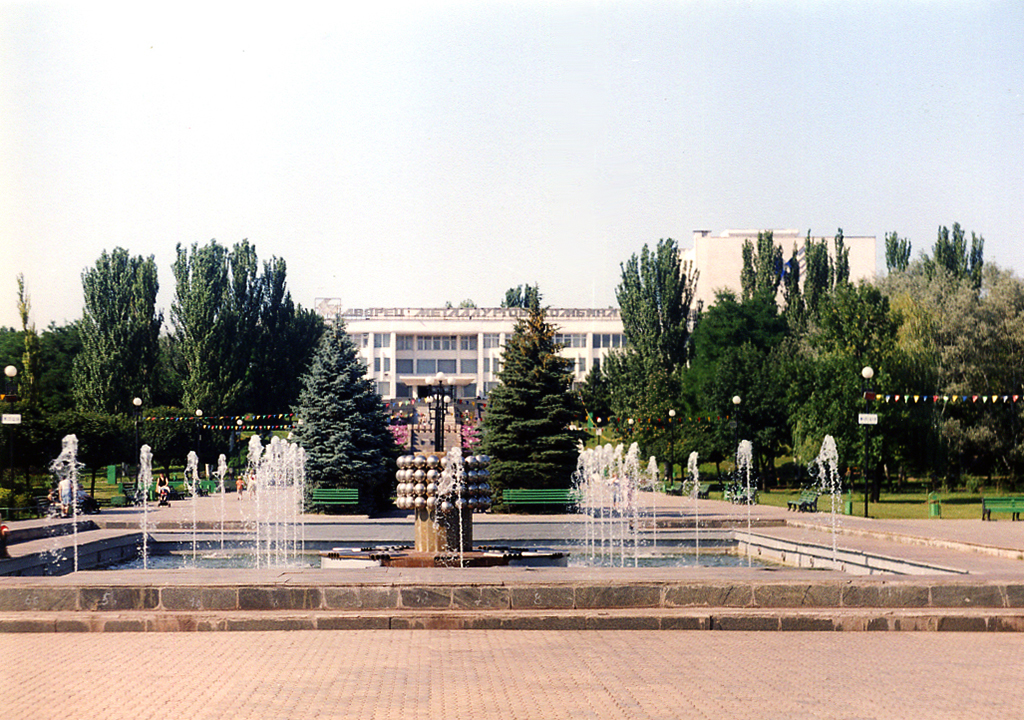
Палац культури «Металург», побудований у 1982

- - Палац культури металургів — найбільша зала в місті
  - громадські установи (жіночі, молодіжні, рада чорнобильців тощо)
- Соціальні установи
  - медичний центр
  - дитячі позашкільні та дошкільні установи
  - оздоровчі пансіонати (у тому числі на Південному березі Криму)
  - дитячі санаторії тощо

## Призи
- «Золотий глобус»  — за конкурентоздатну та високоякісну продукцію
- «Золотий Меркурій»  — за високий прогрес в експорті продукції, за участь в розвитку економіки країни
- «Золотий Скіф» — за створення нових робочих місць

## Екологія
Станом на 22 лютого 2011 р. Маріупольський металургійний комбінат входив до десяти об'єктів, які є найбільшими забруднювачами довкілля в Україні.
У 2019 р. ММК ім. Ілліча й французька компанія Air Liquide побудують повітророзподільну установку за $78 млн річною потужністю 25 тис. м³ кисню. Завдяки впровадженню проєкту, витрати енергії на підприємстві знизяться на 20 %.
У 2019 р. ММК ім. Ілліча вкладе $20 млн в екологічну модернізацію під час проєкту реконструкції доменної печі № 3.
У 2020 р. ММК ім. Ілліча реконструює аглофабрику задля досягнення міжнародних екологічних стандартів щодо викидів. Загальні інвестиції в проєкт становитимуть $220 млн. До кінця 2020 року викиди пилу знизяться на 90 %, сірки — на 43 %.

## Директори заводу
- Радін Микола Вікторович — директор в 1931—1938.
- Гармашов Олександр Хомич — директор в 1938—1941, 1943—1949.
- Гавриленко Микола Георгійович — директор в 1949—1957.
- Козаченко Валентин Григорович — директор в 1958—1959.
- Шаламов Іван Іванович — директор в 1959—1962.
- Жигула Олександр Володимирович — директор в 1962—1963.
- Куликов В'ячеслав Онуфрійович — директор в 1963—1969.
- Волков Юрій Павлович — директор в 1969—1973.
- Пліскановський Станіслав Тихонович — директор в 1973—1980.
- Безнос Віктор Іванович — директор в 1980—1982.
- Гуров Микола Олексійович — директор в 1982—1990.
- Бойко Володимир Семенович — генеральний директор в 1990—2012.
- Зінченко Юрій Анатолійович — генеральний директор в 2012—2017.
- Шевченко Тарас Григорович — генеральний директор з 2017.